# Cyathea discophora
Cyathea discophora är en ormbunkeart som beskrevs av Holtt. Cyathea discophora ingår i släktet Cyathea och familjen Cyatheaceae. Inga underarter finns listade.